# Gil Kane
Gil Kane, all'anagrafe Eli Katz (Riga, 6 aprile 1926 – Miami, 31 gennaio 2000), è stato un fumettista statunitense.
È il creatore di alcuni supereroi, come Morbius, Adam Warlock e Pugno d'acciaio per la Marvel Comics, insieme con Roy Thomas. È anche uno dei principali autori di personaggi come Lanterna Verde (la creazione grafica di Hal Jordan si deve a lui) e Atomo per la DC Comics, negli anni cinquanta e sessanta.

## Carriera
Quando Eli aveva solo 3 anni, nel 1929, i genitori si trasferirono a New York. Era appassionato di fumetti e leggeva gli albi di Buck Rogers di Dick Calkin, Tarzan di Hal Foster e Burne Hogarth, Dick Tracy di Chester Gould, Terry & i pirati di Milton Caniff, Flash Gordon di Alex Raymond.
Nel 1942, all'età di 16 anni, Eli cominciò a disegnare, diventando apprendista presso lo studio di Jack Binder. Nello stesso anno entrò fu assunto alla casa editrice MLJ Comics (l'attuale Archie Comics), dove, sotto lo pseudonimo di "Pen Star", disegnò le avventure di eroi come The Shield, Black Hood e Captain Commando sulla rivista Pep Comics. Nel medesimo periodo collaborò come freelance anche con altri editori. Poco prima di essere arruolato, mentre studiava alla School of Industrial Art, Eli iniziò a lavorare con Joe Simon e Jack Kirby, collaborando con la National (poi DC Comics), con titoli quali Sandman, Newsboy Legion e Boy Commandos.
Nel 1944 entrò nell'esercito, dove cercò subito di trovare un impiego come cartoonist sul campo per il quotidiano delle forze armate. Tornato in patria nel 1945, cominciò a collaborare con molte case editrici, fra cui Fox Feature Syndicate, Fawcett Comics, Avon Publications, Hillman Periodicals e Atlas Comics, usando pseudonimi come "Scott Edward", "Gil Stack", "Al Kame" e, infine, "Gil Kane". Dopo essersi dedicato soprattutto al genere western e fantascienza, raggiunse la popolarità con le storie di Lanterna Verde sull'albo Showcase n. 22 (ottobre 1959) e Atomo sull'albo Showcase n. 34 (settembre/ottobre 1961).
Alla fine degli anni sessanta, Kane lavorò anche per la Dell su titoli western, per la neonata Tower Comics sui T.H.U.N.D.E.R. Agents (1965-1967), per la King su Flash Gordon (1967) e per la Marvel Comics su Hulk. Nel 1968 fondò una propria casa editrice, la Adventure House Press, e un magazine in bianco e nero, His Name Is Savage!, di cui uscì un unico numero, un libro autopubblicato di 40 pagine, e Blackmark (1971). Dopo questa breve parentesi, nel 1970 Kane tornò alla Marvel curando praticamente tutti i personaggi della casa editrice.
Tra i suoi lavori più noti, oltre ad Amazing Spider-Man (1970-1973) e Marvel Team-Up (1972-1974), ricordiamo vari episodi di Marvel Two-in-One e storie di Adam Warlock, Pugno d'acciaio (che lui stesso crea su Marvel Premiere), del primo Capitan Marvel (di cui ridisegna il costume) [In effetti il costume di Capitan Marvel era stato modificato da Don Heck su "Captain Marvel" N. 16. immediatamente precedente al primo disegnato da Gil Kane], Capitan America, Vendicatori e soprattutto Conan il barbaro.
Nel 1977 Kane iniziò a disegnare una striscia fantapoliziesca per i quotidiani, Star Hawks, scritta da Ron Goulart e Archie Goodwin, che durò fino al 1981. Negli anni ottanta disegnò alcune storie di John Carter di Marte (per i la Marvel), molte tavole domenicali di Tarzan per la United Features Syndicate, Sword of the Atom e The Ring of the Nibelung per la DC, Lanterna Verde per Action Comics Weekly e lo special Tales of the Wilderness Sea (creato insieme allo scrittore Jan Strnad), oltre a vari episodi di Vigilante e Superman. Per la Marvel disegnò l'adattamento de Il libro della giungla di Kipling (pubblicato in Marvel Fanfare) e qualche numero di Conan.
Per diversi anni collaborò anche con gli studi di animazione di Ruby-Spears e della Hanna-Barbera, facendo studi di personaggi, nuovi concetti e storyboard di serie animate come Superman, Tarzan e Captain Planet.
Negli anni novanta continuò a disegnare Superman, Batman per Legends of the Dark Knight (su testi di Howard Chaykin), una lunga avventura dell'Uomo Ragno scritta da Stan Lee e sviluppatasi in tre speciali estivi e l'adattamento a fumetti di Jurassic Park per la Topps Comics. A questi seguono il serial Edge su testi di Steven Grant per Bravura, un'etichetta dedicata a celebri e affermati autori di fumetti della defunta casa editrice Malibu Comics, e una breve storia di Two-Gun Kid, per la rivista antologica Marvel Comics Presents.
Realizzò molti altri racconti, l'ultimo dei quali fu scritto da Alan Moore e apparve su Judgment Day: Aftermath della Awesome Comics, in cui lo stesso Kane partecipa come un personaggio del fumetto, un "Immaginauta" che crea magiche storie. L'ultima sua fatica venne pubblicata su Legends of the DC Universe il 28 e 29 gennaio. È una storia con protagonisti Lanterna Verde e Atomo. Gil Kane morì il 31 gennaio 2000 a Miami per complicanze legate al cancro.

## Premi e riconoscimenti
Kane ha ricevuto numerosi premi nel corso degli anni. Nel 1971, 1972 e 1975 la National Cartoonists Society gli ha consegnato il premio per "Best Story Comic Book" (in sostanza il miglior fumetto realistico) e nel 1977 lo insignì del "Story Comic Strip Award" (premio per la miglior striscia a fumetti realistica) per Star Hawks. Ha ricevuto inoltre lo speciale riconoscimento degli Shazam Award nel 1971 per Blackmark, una delle prime graphic novel. In onore alla sua lunga e fortunata carriera nel 1997 è stato inserito nella Hall of Fame degli Eisner Award e nella Jack Kirby Hall of Fame degli Harvey Award.